# Česno
Česno (njemački: Schützen am Gebirge, mađarski: Sérc) je naselje i općina u austrijskoj saveznoj državi Gradišće, administrativno pripada Kotaru Željezno-okolica. 

## Stanovništvo
Česno prema podacima iz 2011. godine ima 1.427 stanovnika. 1910. godine je imalo 1.304 stanovnika većinom Nijemca.

## Vanjske poveznice
- Internet stranica naselja  Arhivirana inačica izvorne stranice od 12. siječnja 2012. (Wayback Machine)